# Нощна смяна
„Нощна смяна“ (на английски: Night Shift) е първият сборник с разкази на Стивън Кинг. Много от най-известните му къси истории са поместени в тази подборка.
Тя е публикувана веднага след „Сияние“ и е петата книга на Кинг, която е издадена (включително „Гняв“, издадена под псевдонима Ричард Бакман). Единствено „Джирусълъмс лот“, „Дружество „Отказване с гаранция““, „Последно стъпало“ и „Жената в стаята“ не са издавани, докато останалите са публикувани в мъжки списания в периода 1970-1975 г.
„Нощна смяна“ е първото произведение, за което Кинг пише встъпителни думи. Чрез тях авторът се представя накартко и се обръща директно към читателя (похват, който става негова запазена марка). Книгата има и уводът, който е дело на един от любимите писатели на Кинг, Джон Макдоналд.

## Екранизации
С публикуването на „Нощна смяна“ и успеха на филма „Кери“ (1976), популярността на Кинг нараства значително, а също така и молбите за екранизация на творбите му. Кинг разрешил екранизациите срещу хонорар от 1 долар за всяка.
През 80-те предприемчивия продуцент Милтън Суботски купува правата над шест от историите с намерението да ги екранизира за киното и телевизията. Въпреки че Суботски участва в няколко адаптации на Кинг („Котешко око“, „Максимално натоварване“, „Понякога те се завръщат“ и „Човекът с косачка“) телевизионните серии така и не видели бял свят поради проблеми с телевизионните стандарти и разрешителни.
В крайна сметка екранизирани версии имат „Децата на царевицата“ (1984), „Котешко око“ (1985), „Максимално натоварване“ (1986), „Нощна смяна“ (1990), „Човекът с косачката“ (1992) и „Пресата“ (1995).

## Разкази в „Нощна смяна“
(На български те са разпределени в няколко сборника: „Нощна смяна“, „Понякога те се завръщат“, „Полесражение“.)
- Джирусълъмс лот (Jerusalem's Lot)
- Нощна смяна (Graveyard Shift)
- Нощен прибой (Night Surf)
- Аз съм вратата (I Am the Doorway)
- Пресата (The Mangler)
- Вампирът (The Boogeyman)
- Сиво вещество (Gray Matter)
- Полесражение (Battleground)
- Камионите (Trucks)
- Понякога те се завръщат (Sometimes They Come Back)
- Ягодова пролет (Strawberry Spring)
- По перваза (The Ledge)
- Човекът с косачката (The Lawnmower Man)
- Дружество „Отказване с гаранция“ (Quitters, Inc.)
- Знам какво искаш (I Know What You Need)
- Децата на царевицата (Children of the Corn)
- Последно стъпало (The Last Rung on the Ladder)
- Човекът, който обичаше цветята (The Man Who Loved Flowers)
- По едно за из път (One for the Road)
- Жената в стаята (The Woman in the Room)